# Ерик Хобсбом
Ерик Џон Ернест  Хобсбом (енгл. Eric John Ernest Hobsbawm, у Србији превођен као Ерик Хобсбаум; Александрија, 9. јун 1917 — Лондон, 1. октобар 2012) био је британски историчар.
Ерик Хобсбом био је једна од истакнутијих личности британског друштва на прелазу из 20. у 21. век. Као историчар и политичар је био један од главних ауторитета левице у Уједињеном Краљевству. Његов историчарски опус базиран је на марксистичкој историографији. Био је дугогодишњи члан Комунистичке партије Велике Британије и Удружења историчара комунистичке партије. Као историчар проучавао је развој традиција у појединим друштвима и њихов утицај у конструкцији нација-држава. Такође је много проучавао индустријску револуцију и Француску револуцију. У приватном је животу био велики љубитељ џез музике и много је писао као музички критичар те врсте музике.

## Биографија
Ерик Хобсбом Ц. Х. рођен је у Александрији у Египту 9. јуна 1917. године, дакле за време Првог светског рата. Син је Леополда Персија Хобсбома и Нели Грин, обоје Јевреја. Грешком при уписивању у матичне књиге му је промењено презиме. Одрастао је у Бечу и Берлину, но родитељи су са њиме и млађом сестром Ненси причали на енглеском језику. Отац му је умро 1929, а мајка две године после. Поставши сироче са 14 година, усвојила га је породица (стриц и тетка) те се преселио 1933. у Лондон. То је време кад на власт у Немачкој долазе нацисти.
У јеку Другог светског рата 1943. први пут се оженио и то са Мјуријел Симан, од које се развео 1951. године. С њом има сина који се зове Џошуа. После је оженио Марлин Шварз с којом има двоје деце: кћерку Џулију и сина Ендија.
Слова Ц. Х. у његовом имену означују да је «Companion of Honor». То је посебна титула у британском друштву. Може је имати само 65 људи на свету, а 45 њих из Британије. Додељује се писцима, историчарима, уметницима итд.
Месеци спроведени у Берлину док је Хитлер долазио на власт оставили су на њега трајни утисак, те се при доласку у Лондон врло брзо приклонио марксистима. Још 1936. учланио се у комунистичку партију. Од 1946. до 1956. био је члан Удружења историчара комунистичке партије.
Године 1956. отворено говори против Совјетског Савеза и инвазије на Мађарску.
Радио је за магазин „Marxism Today“ у осамдесетим годинама прошлог века. Такође је и подржао трансформацију Лабуристичке странке, увиђајући да радничка класа губи централну улогу у друштву и да се леве странке морају променити и окренути другим слојевима друштва.
Похађао је гимназије у Берлину и Лондону и дипломирао историју на Кембриџу. Године 1947. запослио се на Универзитету Биркбек као предавач, где је тек 1970. примљен за редовног професора. У шездесетима је био гост професор на Стандорду. Био је професор емеритус и председник Биркбек универзитета, где је предавао до своје смрти и то на факултету политичких наука.
Иако јеврејског порекла, често се идентификовао као Енглез, те је био непријатељ израелских националиста.
Почетак 21. века је описао „...живљење у ишчекивању апокалипсе...“. Тврди да му је узлет Трећег рајха оставио трајни печат на особност. Одмах по доласку у Лондон хтео је да се учлани у комунистичку партију, но ујак га је саветовао да причека. Многи сматрају да му је партија као сирочету била „друга породица“. Но након Другог светског рата почео је увиђати да партијски комитети баш и нису толико невини, а имао је и много одбијеница при наласку посла; и из левих, центристичких и десних кругова. Године 1947, годину пре службеног почетка Хладног рата запослио се на Биркбек универзитету. За разлику од доброг броја колега, није напустио партију 1956, а вероватно због политичких уверења на универзитету Биркбек, на којем је касније био професор емеритус и којим је председао, није добио никакво промакнуће до 1970. године. Није нигде успевао да нађе посао макар је касније постао познат и изван Британије. То је наиме било због тога што је комунистима било тешко наћи посао након 1948. године.
Много пута је истакнуо да му је лакнуло након што је пао берлински зид. Међутим, стање у Русији након пада комунизма сматра „невероватном социјалном и економском трагедијом“. Многи му замерају што је 1994. године на питање: «Да ли би 20 милиона смрти било оправдано да су створили комунистичку утопију?», одговорио са: «Да.»
. Никад није оповргнуо ту изјаву, но тврди да је својим бројним иступима написима по књигама и медијима дао до знања да се не слаже, нити се слагао са Стаљиновим режимом.

## Рад и дела
Ерик Хобсбом спада у ред највећих не само маркистичких историчара, него у ред највећих британских историчара уопште. Један је од најважнијих историчара у сфери друштвене историје (коју је сматрао синтезом) и један од најплодоноснијих британских историчара који су се социјалној историји.
За Хобсбома се често говори да је знао „другачије” да чита Маркса од ортодоксних марксиста. Пионир је социјалне историје. Он је историјску науку сматрао скупом димензија које треба истражити различитим поддисциплинама. Такође је сматрао да се треба истраживати и аспект њихове повезаности како би се изашло на пут историји друштва. Био је разочаран немогућношћу спајања и бројношћу разних историјских струја које су резултовале недостатком дела која би се могла идентификовати као историја друштва.
Међународну пажњу је скренуо на себе делима о 19. веку (иако је писао и о 18. и примитивнијим друштвима), понајвише о раздобљу револуција (1789—1848). Највише пажње је посветио „двојној револуцији“: раздобљу француске револуције и индустријске револуције у Великој Британији те њиховом свеобухватном утицају на свеколики распон догађања, такође о њиховом међусобном односу, о проузрокованом мењању друштвене структуре, те о утицају на европске и друге регије. Разрађивао је економске, политичке, социјалне и културне догађаје отварајући нове видике и пружајући бројна надахнућа за иновације. Модел двојне револуције преузели су бројни историчари који се баве питањем рефлексије двојне револуције на друштво те о појави делимичне револуције или изостанка те исте револуције.
Његово је најпревођеније дело ипак „Доба екстрема“ преведено досад на тридесет и девет језика.
Хобсбом је дао у својим делима пуно простора побуњеничким скупинама из прошлости. То су за њега били облици организованог криминала, верске секте, тајна и полутајна друштва, сељачки покрети и деловање градске светине. Неки су га оптуживали за «контрареволуционарно скретање». Но он се бранио тврдећи да су ти неполитички покрети у ствари претполитички покрети. Он је сматрао да су људи на такав начин у прошлости промовисали «политичку свест» за широке масе друштва и да су то мање или више све били разни друштвени покрети. Он настоји да објасни узроке сукоба и колективних акција, њихове мотивације и циљеве. Тај се његов концепт често назива «концептом примитивних побуњеника». Као и сваки други марксистички историчар, он ставља обичне људе у центар пажње. У његовим радовима тврдио је да је немогуће у потпуности проучавати обичне људе у раздобљима пре 18. века и великих масовних покрета.
Његова се оријентација може сматрати структуралном јер обухвата социјалне, политичке и економске структуре, притом водећи рачуна о догађајима и акцијама појединаца и група, увиђајући све акције друштвених целина у њиховом међусобном односу. Као и остали марксистички британски историчари критиковао је структурализам и економски редукционизам. Но тамо постоји струја која је социјално-културно усмерена и која на челу са Едвардом Томсоном (једним од највећих историчара данашњице), који користи историју «одоздо» проучавајући искуства покрета, малих група, али и појединаца, посебно је занимала Ерика Хобсбома.
Године 1948. је писао о статусу радника, а 1959. је издао своју прву књигу: „Primitive Rebels : studies in archaic forms of social movement in the 19th and 20th centuries“. Године 1968. му излази „The Age of Revolution : Europe 1789-1848“. Ускоро му излазе: „Industry and Empire“ (1968) и „Bandits“ (1969). Године 1971. је тврдио да је сазрело време за развој социјалне историје, но ускоро се разочарао. Године 1975. му излази дело „The Age of Capital, 1848-1875“, a 1987. „The Age of Empire“. Године 1994. му излази најпознатије дело „Age of Extremes : the short twentieth century, 1914-1991“, завршавајући квадрипологију „Age“. Задња му је књига изашла 2002. године. То је аутобиографија „Interesting Times : a twentieth-century life“.
Писао је много, објавио је преко двадесет књига историографске тематике, а писао је (део под псеудонимом) књиге о омиљеној му Џез музици. Написао је много есеја и новинских чланака, о осамнаестом и деветнаестом веку, догађањима у двадесетом, варварствима у модерним временима, сукобу комунизма и анархизма, и статусу и проблемима радника, те уопште о друштвеној историји из пера марксиста.
У књизи „Age of Extremes“ даје врло оштре осуде. Оне се тичу Стаљина и Хрушчова, али такође и запада, те ратова у Вијетнаму. Већу контроверзу је дигао осуђујући и Корејски рат. У књизи преиспитује крај империјализма, пропаст фашизма, неуспех комунизма, уметност, популарну културу, неуспехе капитализма те користи много статистике. То му је најпознатија и најпревођенија књига.